# 通用當地數據儲存庫
通用當地數據儲存庫（縮寫：CLDR）專案，是統一碼聯盟（Unicode）的项目，旨在以XML格式提供用于计算机应用程序的区域设置数据。 CLDR 包含了一般操作系统会提供给应用程序的区域设置的信息。该数据库使用當地數據標記語言（英語：Locale Data Markup Language，縮寫：LDML）编写，属于XML格式的特定规范格式。
許多作業系統和軟體，都會使用 CLDR，如：國際統一碼部件、 Apple的macOS 、 LibreOffice 、 MediaWiki和IBM的AIX以及其他应用程序和操作系统。
它与ISO/IEC 15897（ POSIX语言环境）有重叠的部分。 可以使用 CLDR 所附的转换工具來获得POSIX 语言环境信息。
CLDR 由通用當地數據儲存庫技術委員會所维护，该委员会成員包括了来自 IBM、Apple、Google、Microsoft 和一些政府组织的员工。该委员会目前由约翰·埃蒙斯 (IBM) 担任主席，马克·戴维斯(Google) 担任副主席。 

## 內容
CLDR 包含的数据类型有：
- 语言名称的翻译。
- 领土和国家名称的翻译。
- 货币名称的翻译，包括单数/复数修改。
- 平日、月份、时代、时段的完整和缩写形式的翻译。
- 时区和时区示例城市（或类似城市）的翻译。
- 日历字段的翻译。
- 格式化/解析日期或时间的模式。
- 用于编写语言的示例字符集。
- 格式化/解析数字的模式。
- 适应语言的定序规则。
- 在传统数字系统中格式化数字的规则（如罗马数字、亚美尼亚数字……）。
- 将数字拼写为单词的规则。
- 脚本之间的音译规则。其中大部分是基于BGN/PCGN 罗马化。

## 格式
CLDR 是用 LDML （区域设置数据标记语言）编写的。